# Болгарская национал-социалистическая рабочая партия
Болгарская национал-социалистическая рабочая партия (болг. Българска Национал-Социалистическа Работническа Партия) — политическая партия, существовавшая в Третьем Болгарском царстве в 1932—1934 годах, когда был издан закон, запрещающий все политические партийные организации в стране.
Возникла в Болгарии после приобретения Адольфом Гитлером огромного влияния в Германии, наряду с рядом иных организаций антисемитской направленности (в том числе Союзов болгарских национальных легионов и ратников за прогресс Болгарии). Образована выпускником медицинского факультета Берлинского университета имени Гумбольдта доктором Христо Кунчевым. Программа партии состояла из «25 пунктов», сформулированных Адольфом Гитлером, Готфридом Федером и Антоном Дрекслером в 1920 году, также были переняты свастика и другие атрибуты НСДАП. БНСРП не пользовалась огромной популярностью в связи со сравнительно небольшой её численностью и в этих рамках значительно уступала Союзам болгарских национальных легионов и ратников за прогресс Болгарии. Печатный орган — газета «Атака!», эквивалентная немецкой Der Angriff, созданной Йозефом Геббельсом.